# Acathrito socotrensis
Acathrito socotrensis är en tvåvingeart som beskrevs av Lyneborg 1989. Acathrito socotrensis ingår i släktet Acathrito och familjen stilettflugor. Inga underarter finns listade i Catalogue of Life.